# LGV Florence - Rome
Ne doit pas être confondu avec Ligne de Florence à Rome.
La LGV Florence - Rome, appelée en italien Direttissima Firenze-Roma, a été la première ligne à grande vitesse (LGV) mise en construction en Europe (et la seconde au monde). Les travaux ont commencé en 1970, le premier tronçon a été inauguré le 24 février 1977, le dernier le 26 mai 1992. À cette date elle été homologuée comme LGV européenne.
La ligne fait partie du Réseau transeuropéen de transport N° 1 TEN-T, c'est-à-dire le couloir ferroviaire reliant Berlin à Palerme défini par la Commission européenne.

## Histoire
Le problème du transport ferroviaire à travers les Apennins a toujours été crucial pour l'Italie. La première ligne  reliant Florence et Rome, ouverte entre 1862 et 1875, doublée et électrifiée dans les années 1930, possède un nombre important de courbes de faible rayon qui ralentissent fortement la vitesse des convois sur les 314 km séparant les deux villes. Étant un axe majeur du réseau ferré italien, de très nombreuses études furent entreprises pour en améliorer le tracé, mais elles furent écartées à cause du coût exorbitant des travaux.
Ce n'est qu'après la Seconde Guerre mondiale que le gouvernement italien décida finalement de consacrer un effort particulier au réseau ferroviaire. Il a fallu attendre octobre 1968 pour que le gouvernement de l'époque approuve le projet de construction d'une nouvelle ligne ferroviaire qui viendrait doubler la ligne existante et non pas la remplacer, en raccourcissant la distance à 237,5 km. L'État italien se lançait dans la construction de la première ligne à grande vitesse d'Europe. 
Les études, prêtes depuis longtemps, furent mises à jour en peu de temps et le 25 juin 1970, les travaux débutèrent en plusieurs points, notamment par le viaduc sur le Paglia, long de 5 375 m et comprenant 205 travées de 25 m et cinq arches de 50 m. C'est encore aujourd'hui le plus long viaduc d'Europe et l'un des plus longs au monde, construit en zone montagneuse et sismique.
À la fin de l'année 1973, à Florence, l'Union internationale des chemins de fer (UIC) présenta le Plan directeur ferroviaire européen, qui incluait la Direttissima. Tous les participants furent conviés à la mise en place de la dernière travée du viaduc sur le Paglia. 
Durant tout le mois de novembre 1976, une forte délégation de la SNCF fut accueillie sur le chantier de la Direttissima pour étudier le tracé, les moyens mis en œuvre, la méthodologie de construction, les critères techniques de calcul des vibrations et le matériel roulant destiné à emprunter cette nouvelle génération de voies ferrées, afin de commencer les études des LGV françaises.
Le 24 février 1977 fut une date historique pour les chemins de fer italiens (Ferrovie dello Stato : FS SpA). La plus grande partie de la Direttissima, les 138 km entre la gare de Rome-Termini et la jonction avec la ligne normale à Città della Pieve, fut officiellement inaugurée. Ce fut une étape importante dans l'histoire des FS : c'était la première société de chemins de fer en Europe à disposer d'une ligne à grande vitesse avec une nouvelle génération de trains qui pouvaient atteindre les 250 km/h.
Les premiers trains qui empruntèrent cette voie étaient des trains conventionnels mais avec une locomotive FS E.444 apte aux 200 km/h. Suivirent 10 ans plus tard les premiers Fiat Pendolino ETR 450 à peine livrés par Fiat Ferroviaria en été 1988, qui abaissèrent la durée du voyage de Rome jusqu'à Milan à seulement 3 h 58.

## Caractéristiques
La Direttissima a été conçue comme le dédoublement de la ligne ferrée normale, donc un quadruplement des voies avec dix interconnexions avec la ligne normale pour obtenir une meilleure souplesse de fonctionnement. Lors de sa conception, il n'était pas envisageable de ne pas faire passer certains trains de grande ligne dans certaines gares importantes, pour des raisons politiques qui ont pris le dessus sur les considérations pratiques. 

### Les différentes interconnexions avec la ligne normale
- Orte Sud
- Orte Nord
- Orvieto Sud
- Orvieto Nord
- Chiusi Sud
- Chiusi Nord
- Arezzo Sud
- Arezzo Nord
- Valdarno Sud
- Valdarno Nord

### Principaux tunnels
- San Donato, 10 554 m
- Orte, 9 317 m
- Castiglione, 7 380 m
- Sant'Oreste, 5 710 m
- Fabro, 3 284 m

### Le tracé
La nouvelle ligne suit un tracé quasi rectiligne, sans aucun passage à niveau; l'entre-axe des voies est de 4 mètres pour réduire les effets aérodynamiques lors des croisements de trains. Les rampes maximales sont de 8 pour mille. Le rayon minimum des courbes est de 3 000 m, pour une vitesse maximale en service de 250 km/h. En juin et juillet 2016 ont eu lieu des essais avec le ETR 400 Frecciarossa 1000 n.3, afin de relever la vitesse maximale entre Firenze Rovezzano et Arezzo à 275 km/h . La banalisation des deux voies (avec des communications tous les 16,2 km) permet d'utiliser indifféremment l'une ou l'autre voie en cas de problème. La voie est constituée de rails (soudés) UIC 60 (60 kg/m), fixés par des attaches Pandrol sur des traverses monoblocs en béton précontraint de 2,30 m, posées tous les 60 cm.

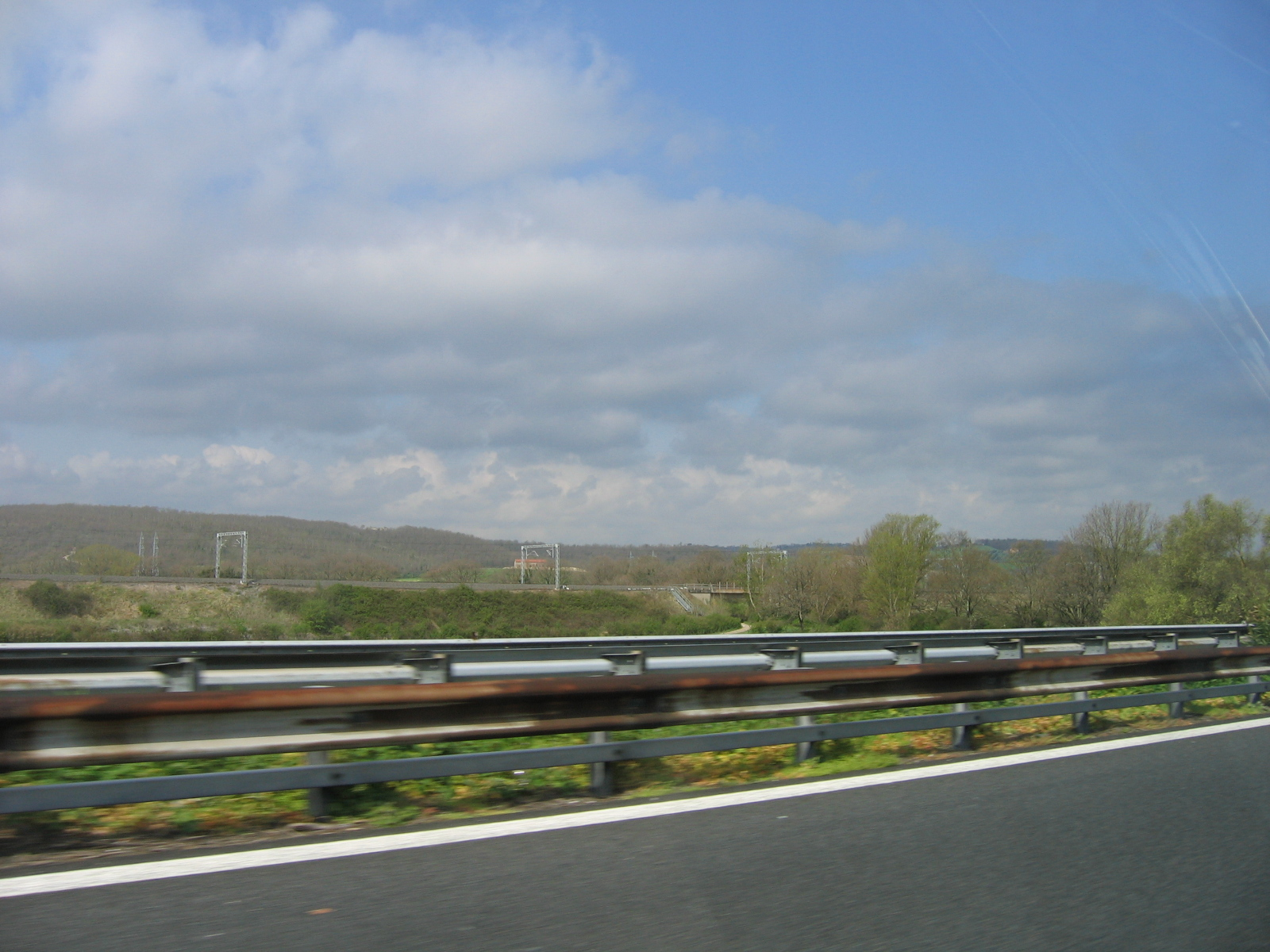
La Direttissima vue de l'autoroute A1 du soleil près de Orte.

### Signalisation et sécurité
Dès la mise en service, la signalisation utilisait l'électronique la plus récente. Dans le cadre des travaux liés à l'augmentation  de la vitesse maximale, cette signalisation a été remplacée par le système unifié européen ETCS. La signalisation est affichée dans la cabine de conduite, car la vitesse rend impossible une lecture fiable des signaux au bord de la voie. Les distances d'arrêt sont de 5 400 m.
La régulation des circulations sur la ligne, qui permet d'optimiser la marche des trains se fait par un système de contrôle centralisé Ansaldo STS.
La ligne normale, bien améliorée au fil du temps entre 1950 et 1970, est maintenant homologuée pour des vitesses de 180 km/h. Elle est utilisée par les trains de fret et les convois régionaux et locaux. La ligne nouvelle est réservée aux ETR, les premiers furent les Fiat Pendolino ETR 450, suivis des plus modernes ETR 460 et des dernières rames non pendulaires ETR 500.